# برغر بوب
برغر بوب (بالإنجليزية: Bob's Burgers) مسلسل رسوم متحركة كوميدي أمريكي. من إعداد لورين بوتشارد، عُرض على قناة فوكس منذ 9 يناير، 2011. تتمحور قصة المسلسل حول عائلة بيلتشيرز الأبوين بوب وليندا، وأبنائهما تينا، جيني ولويس، الذين يديرون مطعماً لبيع البرغر.
في 8 يناير، 2015، جدد المسلسل لموسم سادس من 23 حلقة، بدأ عرضه في 27 سبتمبر، 2015. في 7 أكتوبر، 2015، جدد المسلسل لموسم سابع وثامن.

## الحلقات

### نظرة عامة
| الموسم | الحلقات | الحلقات | الأصلي         | الأصلي       |
| الموسم | الحلقات | الحلقات | الأول          | الأخير       |
| ------ | ------- | ------- | -------------- | ------------ |
| 1      | 13      | 13      | 9 يناير 2011   | 22 مايو 2011 |
| 2      | 9       | 9       | 11 مارس 2012   | 20 مايو 2012 |
| 3      | 23      | 23      | 30 سبتمبر 2012 | 12 مايو 2013 |
| 4      | 22      | 22      | 29 سبتمبر 2013 | 18 مايو 2014 |
| 5      | 21      | 21      | 5 أكتوبر 2014  | 17 مايو 2015 |
| 6      | 19      | 19      | 27 سبتمبر 2015 | 22 مايو 2016 |
| 7      | سيُعلن   | سيُعلن   | 25 سبتمبر 2016 | سيُعلن        |

## وصلات خارجية
- الموقع الرسمي
- برغر بوب على موقع IMDb (الإنجليزية)
- برغر بوب على موقع ميتاكريتيك (الإنجليزية)
- برغر بوب على موقع روتن توميتوز (الإنجليزية)
- برغر بوب على موقع نتفليكس (الإنجليزية)
- برغر بوب على موقع ميوزك برينز (الإنجليزية)
- برغر بوب على موقع ديسكوغز (الإنجليزية)
- برغر بوب على موقع فيلمافينيتي (الإسبانية)
- برغر بوب على موقع كينوبويسك (الروسية)
- برغر بوب على موقع ألو سيني (الفرنسية)
- برغر بوب على موقع قاعدة بيانات الفيلم (الإنجليزية)